# Серебряная (приток Чусовой)
Серебряная (Серебрянка) — река в Пермском крае и Свердловской области России. Впадает справа в Чусовую в 179 км от устья. Длина реки — 147 км, площадь бассейна 1240 км². Средний расход воды 12,4 м³/с. Ширина достигает 15 м. Питание снеговое и дождевое. Высота устья — 177 м над уровнем моря.
Начинается на границе Пермского края и Свердловской области на склоне горы Подпора. На реке стоит посёлок Серебрянка, в котором расположен Серебрянский пруд, созданный в 1755 году для Серебрянского железоделательного завода.
По одной из версий, Ермак в своём походе в Сибирь в 1582 году поднялся из Чусовой по этой реке.

## Притоки
- 19 км: Шурыш (лв)
- 53 км: Большой Потяж (пр)
- 64 км: Луковка (пр)
- 69 км: Даньковка (лв)
- 81 км: Клыктан (лв)
- 91 км: Журавлик (пр)
- 96 км: Кокуй (лв)